# Игра с камнями
«Игра с камнями» (нем. Spiel mit Steinen) — короткометражный сюрреалистический анимационный фильм чешского режиссёра Яна Шванкмайера. Первый фильм режиссёра, который был снят при поддержке австрийских студий "Studio A" и "Froschberg Filmstudio". Ассистентом выступила жена режиссёра Ева Шванкмайерова (на тот момент - Дворжакова).

## Сюжет
В обветшалой комнате, полной трещин и паутины, находятся необычные часы. Над их циферблатом находится кран с вентилем, а снизу свисает ведро, внутренняя часть которого окрашена в чёрно-белый цвет. Часы бьют каждый раз, когда проходят очередные три часа, а после из крана в ведро падают разнообразные камни. В часы также встроен механический музыкальный инструмент, и он начинает играть мелодии тогда, когда все камни окажутся в ведре. Затем начинается так называемая игра, где камни оживают, перемещаются, меняют свои формы и создают новые. По окончании игры ведро автоматически вываливает камни на пол. Всего таких игр пять, не считая последнюю несостоявшуюся.
1. Первая группа камней - черный и белый камни - осуществляет только простейшие перемещения из стороны в сторону, делится на более мелкие гальки и строится в аккуратные ряды, чередуя цвета или же наоборот, создавая несложные геометрические фигуры.
2. Вторая группа состоит из нескольких крупных и мелких камней. Движения становятся более активными: камни вращаются вокруг других же, трутся, бьются друг о друга, объединяются в абстрактные фигуры. Часто встречаются потоки из мелких камней, протекающие между двумя или тремя крупными.
3. Третья группа изображает примитивные человекоподобные фигуры. Временами просматриваются образы мужчин и женщин разного телосложения, вкупе с присущими им половыми органами. Также камни объединяются, чтобы создать более подробный скелет человеческого тела.
4. Четвёртая группа измельчается ещё сильнее, и теперь изображает силуэты двух людей, целующихся и поглощающих друг друга.
5. Пятая группа схожа со второй, только в этот раз при столкновении камни разбиваются. Они ломают друг друга, поглощают. Всё происходит стремительно, игра обретает агрессивный характер. Из-за этого, камни пробивают дно ведра и падают вниз.

После небольшой паузы наступает время для шестой игры, но ей не суждено случиться из-за сломанного ведра, и следующая группа камней просто падает сквозь дыру в общую кучу. Тем не менее механизм продолжает работать. Звучит последняя, спокойная и умиротворяющая мелодия. Крупным планом показывают камни на полу, маятник, разбитое дно ведра. И с окончанием мелодии фильм также подошёл к концу.

## Создание
Фильм был снят в течение нескольких недель, на австрийской ферме. Здесь так же применяется техника мультипликации, характерная для Шванкмайера, стоп-моушн. Для того, чтобы показать плавное передвижение стрелок или самостоятельное поворачивание вентиля, каждый момент минимального движения был сфотографирован. То же самое было сделано и с камнями, появляющимися из крана, только особенность заключалась в том, что использовали камни разные по размеру, но одинаковые или близкие по цвету. Таким образом, процесс появления получился плавнее.

## Анализ и трактовка
- В своём анализе, а именно в разделе "Реальность сюрреализма" (англ. The reality of surrealism), Стефани Шлютер (нем. Stefanie Schlüter) говорит о том, что в мире сюрреализма предметы, казалось бы, не связанные между собой в реальной жизни или в быту, могут появиться в самых разных комбинациях, следуя исключительно его правилам. Этим Шванкмайер хотел косвенно показать привлекательную красоту и возможности этого направления искусства.

Когда предметов лишают контекста и их комбинируют друг с другом, искусство может понять их по-разному; часы действительно могут отмечать течение времени, но они также могут порождать вещи, которые не имеют смысла и не выполняют никакой цели. Ведро с камнями может быть полезным для возведения стены, но оно также может быть средством для начала чисто кинетической и акустической игры. Тот факт, что вещи могут быть не только функциональными, но и брать на себя другие роли и идентичности - в зависимости от того, где они оказываются - является доктриной сюрреалистического искусства. Объекты, таким образом, преобладают над своими функциями в конце фильма; ведро ломается, и громкое тиканье часов также заглушается. <...>  Она (то есть, сюрреалистическая эстетика) творит нелогичное, невероятное, невозможное, удивительное и потрясающее против той системы, что существует, в которой каждый винтик в машине, кажется, имеет своё исполненное предназначение.
Оригинальный текст (англ.)When things are taken out of their contexts and recombined with one another art can understand them differently; a clock can indeed mark the passage of time, but it can also give rise to things that have no meaning nor fulfill any purpose. A bucket full of stones could be useful for the construction of a wall, but it could also be the means of initiating a purely kinetic and acoustic game. That things can be not only functional, but that they can also take onother roles and identities – depending on where they find themselves – is a doctrine of surrealist art. The objects thus prevail over their functions at the end of the film; the bucket is broken and the loud ticking of the clock is also drowned out. <...> It (the surrealist aesthetic) plays the illogical, the improbable, the impossible, the surprising and the amazing against that which exists, in which every cog in a machine seems to have a fulfilled purpose.

- В документальном фильме братьев Квей "Кабинет Яна Шванкмайера" (англ. The Cabinet of Jan Švankmajer), историк-сюрреалист Пол Хэммонд прокомментировал концепт "игры", который присутствует в фильме Шванкмайера - поиск новых возможностей и реальности:

Игра была одной из стратегий, которые почитались сюрреалистами. Это был способ суммировать субъективность для того, чтобы открыть новые возможности, и в то же время это не было каким-то самоудовлетворением или распылением себя. Это был способ обнаружить уникальность индивида, сравнивая его вклад в игру с вкладом другого участника, или участницы. И в этом было желание открыть новую реальность, а вовсе не отгородиться от неё. И, опять же, атака на очень тесный логический позитивизм, который сюрреалисты ненавидели.
Оригинальный текст (англ.)Play itself is one of the strategies that surrealists adored. It is the way of pulling subjectivity in order to open up possibilities, but at the same time not just in a kind of onanistic spreding of self. It was the way of discovering the uniqueness of the individual by comparing his contribution to the game. To the next, man or woman's. So you have the sense of wanting to open up reality, rather than close it down, again in attack on the narrow logical positivism that surrealists hated.

- Критик Эд Хауэрд интерпретирует процесс игры и её окончание, как прямую метафору человеческого бытия.

Оказавшись в ведре, камни совершают ряд ритуальных, танцевальных движений, усложняющихся с каждым подходом, прежде чем ведро перевернётся, сбросив их на землю. Как метафора человеческого бытия, это прямолинейно и очевидно, не говоря уже о невероятно негативном ключе: неодушевлённые камни олицетворяют жителей этого мира, которые заканчивают свои кратковременные игры и эксперименты, когда наступает пора судьбе их бесцеремонно выбросить в кучу хлама.
Оригинальный текст (англ.)Once in the bucket, the stones enact a series of ritualized, dance-like movements, increasing in complexity with each iteration, before the bucket turns over, dropping the stones on the ground. As a metaphor for human existence, it's blunt and obvious, not to mention disarmingly negative: the rocks, inanimate stand-ins for the world's inhabitants, end their brief moments of play and experimentation by getting tossed into the discard heap without ceremony.

Также он объяснил концовку следующим образом:

Под конечным результатом игры, а именно разрушение ведра с камнями, что, в свою очередь, означает нарушение цикла, Шванкмайер видит апокалипсис; апокалипсис, за который жители мира должны взять на себя всю ответственность. Конечно, несмотря на это мрачное символическое послание, анимации Шванкмайера сохраняют определенную причудливость, игривость и ощущение восторга от увиденного, которое никогда не увядает от тематического мрачного стиля режиссёра.
Оригинальный текст (англ.)The end result, the destruction of the bucket that holds the stones and thus the disruption of the cycle, is apparently Svankmajer's vision of apocalypse, an apocalypse for which the world's inhabitants must take full responsibility. Of course, despite this bleak symbolic message, Svankmajer's animations retain a certain whimsical appeal, a playfulness and sense of visual excitement that is never quite submerged by the director's thematic darkness.